# 谢尔盖·维克托罗维奇·雷日科夫
谢尔盖·维克托罗维奇·雷日科夫（俄语：Сергей Викторович Рыжиков，1980年9月19日—），是一名俄罗斯足球运动员，司职守门员，目前效力于俄罗斯超级联赛俱乐部喀山鲁宾。

## 俱乐部生涯
雷日科夫在家乡球队别尔哥罗德队出道，随后又加盟莫斯科土星、马哈奇卡拉安日、莫斯科火车头和托木斯克等球队，但主要都是担任球队的二号门将。
2007年11月22日，雷日科夫加盟喀山鲁宾，并成为球队的先发球员。他也跟随喀山鲁宾获得2008赛季和2009赛季俄罗斯超级联赛冠军。

## 荣誉
- 俄罗斯超级联赛冠军：2008、2009